# Lady Falcó
Lady Falcó (títol original: Ladyhawke) és una pel·lícula del 1985 protagonitzada per Matthew Broderick, Rutger Hauer i Michelle Pfeiffer, i dirigida per Richard Donner. Ha estat doblada al català.

## Argument
L'acció és a l'Europa medieval. Phillipe Gaston (Matthew Broderick), un lladre, fuig de les masmorres d'Aquila. Quan està a punt de tornar a ser agafat, un cavaller de nom Navarre (Rutger Hauer), que va acompanyat d'un falcó, el salva i junts intentaran trencar una maledicció feta pel bisbe d'Aquila que fa que, de nit, Navarre es converteixi en llop, mentre que el falcó es converteix en la seva amada Isabeau (Michelle Pfeiffer), de manera que els amants només poden estar junts amb forma humana durant un moment a l'alba i a la posta de sol.
Després de moltes aventures, Navarre mata el bisbe, la maledicció es trenca i Navarre i Isabeau estan finalment junts.

## Música
La música de la pel·lícula fou composta per Andrew Powell, compositor i arranjador conegut sobretot per la seva col·laboració amb Alan Parsons i Eric Woolfson en The Alan Parsons Project. Powell va escriure la partitura i va demanar a Parsons que s'encarregués de la producció de la música, de manera que semblés un àlbum instrumental del grup; de fet, hom pensa sovint que Parsons és el compositor de la pel·lícula.
La banda sonora inclou també temes orquestrals i melodies medievals i renacentistes reals; quan Phillipe i Isabeau ballen als estables, la melodia correspon a una autèntica dansa italiana del segle xiv anomenada Trotto. La pel·lícula inclou també una peça autèntica del Renaixement de John Dowland.

## Localitzacions del rodatge
Lady Falcó es va rodar a Itàlia, principalment a la província de L'Aquila, i a les províncies de Parma, Piacenza i Cremona; alguns dels castells són Torrechiara, Fontanellato, Bacedasco i Castell'Arquato. Algunes escenes exteriors es van rodar a Campo Imperatore, un altiplà proper al cim més alt dels Apenins, i a les ruïnes de Rocca Calascio, totes dues localitzacions a L'Aquila i dins del parc nacional Gran Sasso. Altres localitzacions són Rocca Sforzesca, a Soncino, a la província de Cremona.